# Guo Jingjing
Guo Jingjing (ur. 15 października 1981 w Baoding) – chińska skoczkini do wody. Czterokrotna złota i dwukrotnie srebrna medalistka olimpijska, dziesięciokrotna mistrzyni świata, czterokrotna złota medalistka igrzysk azjatyckich oraz ośmiokrotna mistrzyni uniwersjady.

## Osiągnięcia
| Rok     | Zawody               | Miasto    | Miejsce | Konkurencja                   | Wynik   |
| ------- | -------------------- | --------- | ------- | ----------------------------- | ------- |
| 1996    | Igrzyska olimpijskie | Atlanta   | 5.      | wieża 10 m                    | 447,21  |
| 1998    | Mistrzostwa świata   | Perth     | srebro  | trampolina 3 m                | 518,76  |
| 1998    | Igrzyska azjatyckie  | Bangkok   | złoto   | trampolina 3 m                | 547,47  |
| 2000    | Igrzyska olimpijskie | Sydney    | srebro  | trampolina 3 m                | 597,81  |
| 2000    | Igrzyska olimpijskie | Sydney    | srebro  | trampolina 3 m synchronicznie | 321,60  |
| 2001    | Mistrzostwa świata   | Fukuoka   | złoto   | trampolina 3 m                | 596,67  |
| 2001    | Mistrzostwa świata   | Fukuoka   | złoto   | trampolina 3 m synchronicznie | 347,31  |
| 2001    | Uniwersjada          | Pekin     | złoto   | trampolina 1 m                | 309,51  |
| 2001    | Uniwersjada          | Pekin     | złoto   | trampolina 3 m                | 593,67  |
| 2001    | Uniwersjada          | Pekin     | złoto   | wieża 10 m synchronicznie     | 315,45  |
| 2001    | Uniwersjada          | Pekin     | złoto   | konkurs drużynowy             | 2519,94 |
| 2002    | Igrzyska azjatyckie  | Pusan     | złoto   | trampolina 3 m                | 629,40  |
| 2002    | Igrzyska azjatyckie  | Pusan     | złoto   | trampolina 3 m synchronicznie | 319,80  |
| 2003    | Mistrzostwa świata   | Barcelona | złoto   | trampolina 3 m                | 617,94  |
| 2003    | Mistrzostwa świata   | Barcelona | złoto   | trampolina 3 m synchronicznie | 357,30  |
| 2003    | Uniwersjada          | Daegu     | srebro  | trampolina 1 m                | 309,72  |
| 2003    | Uniwersjada          | Daegu     | srebro  | trampolina 3 m                | 571,17  |
| 2003    | Uniwersjada          | Daegu     | złoto   | trampolina 3 m synchronicznie | 328,80  |
| 2003    | Uniwersjada          | Daegu     | złoto   | konkurs drużynowy             | 2576,28 |
| 2004    | Igrzyska olimpijskie | Ateny     | złoto   | trampolina 3 m                | 633,15  |
| 2004    | Igrzyska olimpijskie | Ateny     | złoto   | trampolina 3 m synchronicznie | 336,90  |
| 2005    | Mistrzostwa świata   | Montreal  | złoto   | trampolina 3 m                | 645,54  |
| 2005    | Mistrzostwa świata   | Montreal  | złoto   | trampolina 3 m synchronicznie | 349,80  |
| 2005    | Uniwersjada          | Izmir     | złoto   | trampolina 3 m                | 637,77  |
| 2005    | Uniwersjada          | Izmir     | złoto   | trampolina 3 m synchronicznie | 321,00  |
| 2006    | Igrzyska azjatyckie  | Doha      | złoto   | trampolina 3 m synchronicznie | 337,80  |
| 2007    | Mistrzostwa świata   | Melbourne | złoto   | trampolina 3 m                | 381,75  |
| 2007    | Mistrzostwa świata   | Melbourne | złoto   | trampolina 3 m synchronicznie | 355,80  |
| 2008    | Igrzyska olimpijskie | Pekin     | złoto   | trampolina 3 m                | 415,35  |
| 2008    | Igrzyska olimpijskie | Pekin     | złoto   | trampolina 3 m synchronicznie | 343,50  |
| 2009    | Mistrzostwa świata   | Rzym      | złoto   | trampolina 3 m                | 388,20  |
| 2009    | Mistrzostwa świata   | Rzym      | złoto   | trampolina 3 m synchronicznie | 348,00  |
| Źródło: |                      |           |         |                               |         |